# Tres Arroyos
Tres Arroyos − miasto w Argentynie  w prowincji Buenos Aires. W roku 2001 miasto liczyło 45 tys. mieszkańców.
Miasto założone zostało 24 kwietnia 1884.